# Callilepis laureola
Callilepis laureola („Südafrikanische Ox-Eye Daisy“) ist eine Pflanzenart aus der Familie der Korbblütler. C. laureola und die fünf anderen Arten der Gattung sind in Südafrika beheimatet.

## Merkmale
C. laureola bildet Sträucher von etwa einem halben Meter Höhe. Die beblätterten Triebe wachsen aufrecht aus einem verholzten Wurzelstock. Die Blütenköpfe sind auffällig, in der Mitte tragen sie dunkelviolette Röhrenblüten die außen von hellgelben bis weißen Zungenblüten umrandet werden.

## Vorkommen
Verbreitet ist die Pflanze in den nördlichen bis nordöstlichen Bereichen von Südafrika. Dies umfasst das Gebiet von der östlichen Kapprovinz bis Mpumalanga.

## Nutzung

### Wirkstoffe
Hauptsächlich für die Giftigkeit der Südafrikanischen Ox-Eye Daisy verantwortlich ist das Diterpenglykosid Atractylosid. Außerdem wurden drei weitere Kaurenglykoside in der Pflanze nachgewiesen, alle Derivate von Atractylosid.

### Verwendung
Auf den einheimischen Märkten werden die Pfahlwurzeln der Pflanze als beliebtes traditionelles Heilmittel gegen Husten verkauft. Allerdings wurden zahlreiche Todesfälle nach der Einnahme berichtet. Dies ist auch darauf zurückzuführen, dass die traditionellen kulturellen Sicherheitsmaßnahmen inzwischen fehlen. Beispielsweise wurde die Pflanze früher keinen Kindern unter 10 Jahren verabreicht. Wegen der Vernachlässigung dieser und anderer Regeln kommt es heutzutage regelmäßig zu Vergiftungen. Die sollte nur in einer schwachen Lösung oral verabreicht werden. Diese wird unmittelbar nach der Einnahme wieder erbrochen. Einem südafrikanischen Zeitungsbericht zufolge wurden in den Jahren von 1958 bis 1977 in einem Krankenhaus in Durban 263 Todesfälle dokumentiert, die auf eine Vergiftung mit C. laureola zurückzuführen sind. Die Hälfte der beschriebenen Fälle betraf dabei Kinder unter 15 Jahren.

### Symptomatik
Eine Vergiftung manifestiert sich in heftigem Erbrechen, Bauch- und Kopfschmerzen. Außerdem treten starke Krämpfe begleitet von einer Hypoglykämie auf. Die Symptome schreiten rasch fort bis Koma und Tod eintreten. Der Tod tritt aufgrund akuter Schädigungen von Leber und Nieren innerhalb von fünf Tagen ein.

### Pharmakologie
Die Inhaltsstoffe von C. laureola sind zelltoxisch und als sehr giftig eingestuft (Ib). Atractylosid ist für Säugetiere hochgiftig und löst Symptome ähnlich einer Strychninvergiftung aus, beispielsweise die extremen Krämpfe und epileptischen Anfälle. Als Reinsubstanz findet der Wirkstoff in der Biochemie Verwendung, da er den ATP-/ADP-Transport über die Mitochondrienmembran spezifisch hemmt. Durch diese Blockade wird die Energieversorgung der Zelle effektiv unterbunden, alle energieabhängigen Prozesse kommen zum Erliegen. Die eintretende Nerven- und Muskellähmung führt zum Zelltod.

### Erste Hilfe und klinische Therapie
Es sollte schnellstmöglich Erbrechen ausgelöst werden sowie Aktivkohle und Natriumsulfat verabreicht werden. In der Klinik erfolgt in der Regel eine Magenspülung, beispielsweise mit einer 0,2 %igen Kaliumpermanganat-Lösung. Außerdem die Applikation von Aktivkohle und Natriumsulfat, eine Azidosetherapie mit Natriumbicarbonat und eine Intubation mit Sauerstoffbehandlung.